# Krzysztof Chyliński
Krzysztof Chyliński – polski biolog molekularny, odkrywca narzędzia do edycji genów CRISPR/Cas9.
Studia doktoranckie odbył na Uniwersytecie Wiedeńskim, w laboratorium Emmanuelle Charpentier i Renée Schroeder w Max F. Perutz Laboratories, gdzie począwszy od 2008 r. zajmował się białkami wiążącymi RNA u Streptococcus pyogenes, ale wkrótce skupił się na CRISPR-Cas typu II, który jest bakteryjnym narzędziem immunologicznym. CRISPR-Cas stał się ostatecznie tematem jego doktoratu.
Prowadzone ze współpracownikami z laboratorium badania nad mechanizmami molekularnymi oraz zróżnicowaniem i ewolucją CRISPR typu II zaowocowały publikacjami m.in. w Nature i Science. Mechanizmy te zaczęły także przyciągać uwagę innych badaczy, po tym jak Chyliński wraz ze współpracownikami zaproponował i opisał sposoby użycia CRISPR typu II jako narzędzi do edycji genomu (obecnie znanych jako CRISPR/Cas9). Od 2014 r. Chyliński kontynuował badania nad CRISPR/Cas9 wraz z Peggy Stolt-Bergner, wspólnie stworzyli CRISPR-Lab.

## Nagrody i wyróżnienia
- Award of Excellence Federalnego Ministerstwa Nauki, Badań i Ekonomii (2015 r.)[2]
- VBC PhD Award[3]
- Bank Austria Award[3]